# Khí cầu của giáo sư Poopsnagle
Khí cầu của giáo sư Poopsnagle (tiếng Anh: Professor Poopsnagle's Steam Zeppelin, Professor Poopsnaggle and His Flying Zeppelin) là một bộ phim truyền hình thiếu nhi Úc và là dẫn xuất của bộ phim Secret Valley (1980). Phim được sản xuất bởi Australian Grundy Motion Pictures với sự hợp tác cùng Televisión Española (Tây Ban Nha), Revcon Television (Pháp) và KRO Hilversum (Hà Lan). Bộ phim được phát sóng đầu tiên vào năm 1986 ở Úc và sau đó là nhiều nước khác như: Thụy Sĩ và Phần Lan (1987), Tây Ban Nha (1989), Hy Lạp (1989), Hà Lan (1989), Pháp (1993). Bộ phim cũng từng được phát sóng tại Việt Nam, trên kênh VTV3 của Đài Truyền hình Việt Nam vào năm 1996. 
Bộ phim đã rất thành công tại Vương quốc Anh khi phim được phát sóng lần đầu tại đây vào năm 1987, sau đó là Channel 4 trong năm 1990 và 1998, và vẫn còn lượng người hâm mộ lớn cho đến ngày nay.
Bộ phim được chia làm 24 tập, với cốt truyện tổng thể được chia làm 6 phần, mỗi phần một nhiệm vụ cụ thể. Do đó, một số kênh truyền hình như ITV Anglia của Anh đã phát sóng loạt phim này dưới dạng 90 phút mỗi phim, dẫn đến việc cốt truyện bị rút ngắn để phù hợp với định dạng phim lẻ chiếu trên truyền hình (TV movie). 

## Nội dung chính
Giáo sư Poopsnagle, người nắm giữ một bí mật khoa học quan trọng, đã bị bắt cóc và sự biến bất bí ẩn của ông gây nguy hiểm cho thế giới khoa học. Cháu trai của ông, người đã hỗ trợ ông trong những nghiên cứu của minh, nhờ Giáo sư Garcia, đồng nghiệp và là bạn lâu năm của ông, cứu giúp. Được một nhóm bạn nhỏ đang nghỉ mát ở Trại Secret Valley giúp đỡ, Giáo sư Garcia và cậu bé đã hoàn thành chiếc xe buýt biết bay. Họ bắt đầu truy tìm những tên bắt cóc, và đồng thời hoàn thành công việc còn dở dang của Giáo sư Poopsnagle. Những tài liệu được giáo sư Garcia và các bạn nhỏ dần giải mã đã giúp họ. Nhưng đáng tiếc thay, có một kẻ nội gián đã chuyển thông tin cho những kẻ xấu xa bắt cóc Giáo sư Poopsnagle: Bá tước Sator và đồng bọn của hắn. Nhưng bất chấp muôn trùng khó khăn, và muôn vàn cuộc phiêu lưu thú vị và lôi cuốn, Giáo sư Garcia và các bạn nhỏ cuối cùng cũng chiến thắng. Theo thời gian, các bạn nhỏ dần thể hiện lòng dũng cảm và kỹ năng tuyệt vời. Matt, kẻ phản bội, đã nhận ra lỗi lầm và tất cả sống hạnh phúc bên nhau.  

### Phần 1: The Stranger Arrives
Giáo sư Jose Calandre Garcia đã nghiên cứu về thuyết Megasteam khi ông mất liên lạc với người bạn cũ của mình - giáo sư Poopsnagle. Quyết tâm tiếp tục công việc nghiên cứu Poopsnagle thực hiện từ đầu, Garcia đến Úc bằng một chiếc khinh khí cầu để tìm bạn cũ. Dù không hề biết, Bá tước Sator hung ác đã phát hiện ra kế hoạch của ông và phái tay sai Murk bắn rơi khinh khí cầu. May mắn thay, Tiến sĩ Garcia sống sót và được các bạn nhỏ ở trại nghỉ mát Silicon Valley cứu. Khi chúng nghe câu chuyện của tiến sĩ về lý do tại sao ông đến Úc, chúng quyết định giúp ông thực hiện nhiệm vụ tìm 6 khoáng thạch của Megasteam. Liên lạc duy nhất của Poopsnagle còn để lại là một số điện thoại. Khi Garcia gọi đến, ông nhận được một tin nhắn tự động. Ông để lại một lời nhắn cho người bạn cũ ở trại nghỉ mát Secret Valley. Thay vì Poopsnagle, Garcia rất bất ngờ khi một cậu bé 12 tuổi nhấc máy. Không ai khác, đó chính là cháu trai của Poopsnagle, Peter. Họ đã cùng nhau làm một chiếc xe buýt biết tay được thiết kế ban đầu bởi giáo sư Poopsnagle để đi tìm những khoáng thạch. Ở thị trấn vắng vẻ gần đó, lũ trẻ gom đủ thứ để giúp chế tạo xe buýt bay. May mắn thay, chúng tìm được xác của một chiếc xe buýt cũ để làm khung cơ bản cho chiếc xe. Nhờ lũ trẻ giúp đỡ, và theo kế hoạch của Poopsnagle, chiếc xe đã hoàn thành, và dựa vào động cơ hơi nước để có thể bay lên trời. Tuy nhiên, Bá tước Sator đã phái một tên tay sai khác là Willie Dingle để mật phục lũ trẻ, và hắn đã giao cho Matt - một cậu bé trong lũ trẻ kia làm nội gián cung cấp thông tin. Peter - cháu trai của Poopsnagle có một mảnh giấy da cổ được ông nội để lại, trên đó có một mật mã được viết bằng tiếng Latin. Sau khi giải được mật mã, việc tìm ra được con kỳ giông chỉ là vấn đề thời gian. Những con kỳ giông vàng được chôn cất từ xưa là dẫn lối đến nơi có thể tìm thấy từng loại khoáng thạch. Sau khi tìm được con đầu tiên, họ phải giải mật mã trên mỗi con. Con đầu tiên dẫn đến một hang động không xa Secret Valley, sau khi bị kẹt trong một hầm mỏ và sống sót sau một vụ nổ khí gas, họ tìm được đường hầm dẫn đến một thung lũng chưa biết tên khi họ tìm thấy con kỳ giông thứ hai và khoáng thạch đầu tiên.

## Nhân vật
- Giáo sư Poopsnagle (Gerry Duggan)
- Carmen (Justine Clarke)
- Matt (Kelan Angel)
- Peter (Philip Henville)
- Mike (Marc Gray)
- Jamie (Rory Bromhead)
- Sparks (Mark Kazuhiro Pearce)
- Robyn (Melissa Kounnas)
- Tiến sĩ García (José María Caffarel)
- Willie Dingle (Bill Conn)
- Bá tước Sator (Ric Hutton)
- Murk (Ron Blanchard)
- Shorty (Ken Talbot)
- Joanne (Tanya Wright)